# Alluaudomyia
Alluaudomyia är ett släkte av tvåvingar. Alluaudomyia ingår i familjen svidknott.

## Dottertaxa tillAlluaudomyia, i alfabetisk ordning[1]
- Alluaudomyia abdominalis
- Alluaudomyia abonnenci
- Alluaudomyia adunca
- Alluaudomyia albigena
- Alluaudomyia albopicta
- Alluaudomyia alpina
- Alluaudomyia altalocei
- Alluaudomyia amazonica
- Alluaudomyia angulata
- Alluaudomyia annulata
- Alluaudomyia annulipes
- Alluaudomyia anserina
- Alluaudomyia appendiculata
- Alluaudomyia astera
- Alluaudomyia aterrivena
- Alluaudomyia australiensis
- Alluaudomyia bella
- Alluaudomyia bertrandi
- Alluaudomyia bicornis
- Alluaudomyia biestroi
- Alluaudomyia bifasciata
- Alluaudomyia bifurcata
- Alluaudomyia bimaculata
- Alluaudomyia bipunctata
- Alluaudomyia bispinula
- Alluaudomyia bohemiae
- Alluaudomyia boucheti
- Alluaudomyia brandti
- Alluaudomyia brevicosta
- Alluaudomyia brevis
- Alluaudomyia candidata
- Alluaudomyia caribbeana
- Alluaudomyia catarinenis
- Alluaudomyia claudia
- Alluaudomyia cobra
- Alluaudomyia columinis
- Alluaudomyia congolensis
- Alluaudomyia conjucta
- Alluaudomyia debilipenis
- Alluaudomyia dekeyseri
- Alluaudomyia delfinadoae
- Alluaudomyia demeilloni
- Alluaudomyia depuncta
- Alluaudomyia distispinulosa
- Alluaudomyia epsteini
- Alluaudomyia estevezae
- Alluaudomyia exigua
- Alluaudomyia falcata
- Alluaudomyia fimbriatinervis
- Alluaudomyia finitima
- Alluaudomyia fittkaui
- Alluaudomyia flexistyla
- Alluaudomyia footei
- Alluaudomyia formosana
- Alluaudomyia fragilicornis
- Alluaudomyia fragmentum
- Alluaudomyia fumosipennis
- Alluaudomyia fuscipennis
- Alluaudomyia fuscipes
- Alluaudomyia fuscitarsis
- Alluaudomyia gloriosa
- Alluaudomyia griffithi
- Alluaudomyia guarani
- Alluaudomyia halterata
- Alluaudomyia hirsutipennis
- Alluaudomyia huberti
- Alluaudomyia hygropetrica
- Alluaudomyia immaculata
- Alluaudomyia imparungius
- Alluaudomyia imperfecta
- Alluaudomyia inaequalis
- Alluaudomyia inexspectata
- Alluaudomyia infuscata
- Alluaudomyia insulana
- Alluaudomyia insulicola
- Alluaudomyia jimmensis
- Alluaudomyia lactella
- Alluaudomyia latipennis
- Alluaudomyia leei
- Alluaudomyia linosa
- Alluaudomyia ljatifeidae
- Alluaudomyia louisi
- Alluaudomyia lunata
- Alluaudomyia macclurei
- Alluaudomyia maculata
- Alluaudomyia maculipennis
- Alluaudomyia maculithorax
- Alluaudomyia maculosa
- Alluaudomyia maculosipennis
- Alluaudomyia maculosissima
- Alluaudomyia magna
- Alluaudomyia magoebai
- Alluaudomyia marginalis
- Alluaudomyia marmorata
- Alluaudomyia marmorea
- Alluaudomyia mcmillani
- Alluaudomyia megaparamera
- Alluaudomyia melanesiae
- Alluaudomyia melanosticta
- Alluaudomyia meridiana
- Alluaudomyia monopunctata
- Alluaudomyia monosticta
- Alluaudomyia mouensis
- Alluaudomyia mynistensis
- Alluaudomyia natalensis
- Alluaudomyia needhami
- Alluaudomyia neocaledoniensis
- Alluaudomyia nilogenes
- Alluaudomyia nubeculosa
- Alluaudomyia ocellata
- Alluaudomyia pacifica
- Alluaudomyia papuae
- Alluaudomyia parafurcata
- Alluaudomyia paraspina
- Alluaudomyia parva
- Alluaudomyia pentaspila
- Alluaudomyia personata
- Alluaudomyia petersi
- Alluaudomyia platipyga
- Alluaudomyia plaumanni
- Alluaudomyia poguei
- Alluaudomyia polyommata
- Alluaudomyia pseudomaculipennis
- Alluaudomyia pseudomaculithorax
- Alluaudomyia pseudomarginalis
- Alluaudomyia punctivenosa
- Alluaudomyia punctulata
- Alluaudomyia puntiradialis
- Alluaudomyia quadripunctata
- Alluaudomyia quasivuda
- Alluaudomyia quinquenebulosa
- Alluaudomyia quinquepunctata
- Alluaudomyia remmi
- Alluaudomyia reyei
- Alluaudomyia riparia
- Alluaudomyia rostrata
- Alluaudomyia rudolfi
- Alluaudomyia sagaensis
- Alluaudomyia schnacki
- Alluaudomyia senta
- Alluaudomyia sexpunctata
- Alluaudomyia shogakii
- Alluaudomyia siebenschwabi
- Alluaudomyia similiforceps
- Alluaudomyia simulata
- Alluaudomyia smeei
- Alluaudomyia sophiae
- Alluaudomyia sordidipennis
- Alluaudomyia soutini
- Alluaudomyia spinellii
- Alluaudomyia spinosipes
- Alluaudomyia splendentis
- Alluaudomyia splendida
- Alluaudomyia sternalis
- Alluaudomyia stictipennis
- Alluaudomyia streptomera
- Alluaudomyia striata
- Alluaudomyia subannulata
- Alluaudomyia tauffiebi
- Alluaudomyia tenuiannulata
- Alluaudomyia tenuistylata
- Alluaudomyia thurmanorum
- Alluaudomyia tiberghieni
- Alluaudomyia tillierorum
- Alluaudomyia tokunagai
- Alluaudomyia transvaalensis
- Alluaudomyia tripartita
- Alluaudomyia tripunctata
- Alluaudomyia undecimpunctata
- Alluaudomyia unguistyla
- Alluaudomyia wansoni
- Alluaudomyia varia
- Alluaudomyia variegata
- Alluaudomyia verecunda
- Alluaudomyia vicina
- Alluaudomyia wirthi
- Alluaudomyia vudu
- Alluaudomyia xanthocoma
- Alluaudomyia youngi